# Hannes Lambert

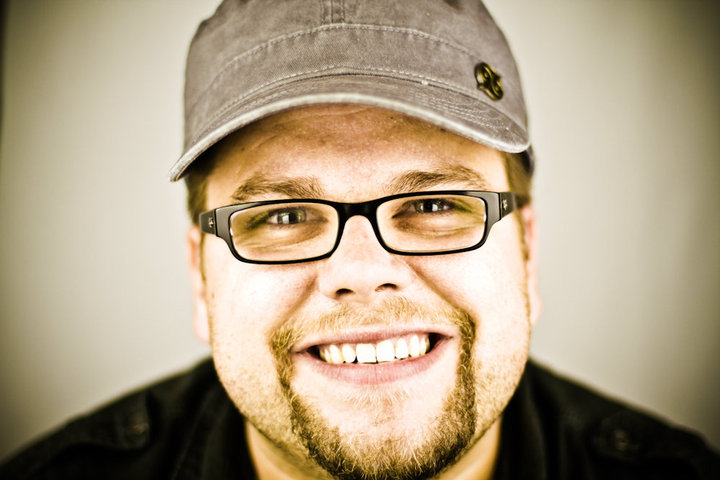
Hannes Lambert (2010)

Hannes Lambert (* 18. Oktober 1980 in Dresden) ist ein deutscher Sänger, Off-Sprecher, Podcaster und Blogger.

## Werdegang
Hannes Lambert wurde in eine künstlerisch geprägte Familie hineingeboren; sein Vater war Mitglied des „Ulmer Marionettentheaters“. Im Alter von vier Jahren trat Lambert den „St.-Georgs-Chorknaben Ulm“ bei, wo er bis zu seinem Umzug nach Hannover als Sopran sang und eine klassische Gesangsausbildung von BR-Tenor Heinrich Weber erhielt.
Nach seinem Umzug nach Hannover 1994 gründete Lambert im folgenden Jahr die Schulband „Selfish“. Ein Auftritt der Band auf der CeBIT 1997 führte zu einer Zusammenarbeit mit dem Produzenten Christian Lanz. Von 1999 bis 2001 kooperierte Lambert mit dem Produzenten-Team Oliver Hintz und Thomas Nöhre. Diese Zusammenarbeit resultierte in einem Duett mit Sarah Connor („Love Takes Time/Liebe braucht Zeit“) und gemeinsamen Auftritten. Parallel dazu erlangte Lambert mit der Blues-Cover-Band „Cellar Dogz“ regionale Bekanntheit und trat u. a. als Vorband von Willy DeVille auf.
Lamberts schauspielerische Aktivitäten in Hannover umfassten zunächst Rollen im Schultheater sowie in den Sat.1-Serien K11 – Kommissare im Einsatz und Richter Alexander Hold. Von 2007 bis 2012 verkörperte er die Rolle des „Herrn Köhler“ in der Webisode Die Wohnung.
2004 initiierte Lambert die Sendung „Nachtexpress“ beim Internetradiosender RauteMusik.FM, die bis Dezember 2008 lief. Im selben Jahr begann er, einen eigenen Blog zu betreiben.
Seit 2007 musiziert Lambert mit seiner gleichnamigen Band LAMBERT, die Soul, Funk und Pop mit deutschen Texten interpretiert. Im Februar 2012 wurde die Band von der Volkswagen Sound Foundation zum „Talent 2012“ gekürt.
2008 gewann Lambert ein Casting der Bild-Zeitung und synchronisierte daraufhin als „Stimm-Star“ die Giraffe Stephan im Film Madagascar 2.
Neben seinen musikalischen Aktivitäten ist Lambert als freier Sprecher tätig. Seit Juni 2022 produziert er gemeinsam mit dem Content-Creator „Geekpunkt“ (Bastian Hager) den wöchentlichen Comedy-Podcast Jammern auf niedrigem Niveau.